# Кастиљончело Бандини
Кастиљончело Бандини (итал. Castiglioncello Bandini) је насеље у Италији у округу Гросето, региону Тоскана.
Према процени из 2011. у насељу је живело 93 становника. Насеље се налази на надморској висини од 599 м.